# Hieracium legnodes
Hieracium legnodes es una especie de planta con flor del género Hieracium, perteneciente a la familia Asteraceae, del orden Asterales.

## Distribución
Hieracium legnodes se distribuye por Noruega y Suecia.

## Taxonomía
Fue descrita científicamente por (Dahlst. ex Zahn) Dahlst. ex Johanss.
Tratamiento taxonómico
La especie aparece registrada en una sección de la publicación Ark. Bot.